# Krupni kapital
Krupni kapital ili visoki kapital je perogrativni izraz i pojam je koji se rabi da bi se opisala ekonomska, politička i društvena moć koja povezana monopolizacijom novčanih sredstava. Izvorno izraz je onaznačavao politički utjecaj financijskih močnika (financijske oligarhije) u prvoj polovici 19. stoljeća u doba Bourbonske restauracije u Francuskoj, osobito u doba vlasti Kralja Louis Philippeea. Honoré de Balzac u djelu Ljudska komedija opisuje tadašnje vrijeme. 
Krupni capital pojam koji označava društvene slojeve, elite ili vladajuće klase koja imaju utjecaj u nekom društvu ili ekonomiji je zahvaljujući svom monpolskom pristipu kapitalu i preko tog monopolskog pristupa kapitalu imaju i političku moć. Izraz krupni kapital rabio se od kranje lijevice i desnice u svojoj ideologiji kako bi dobili pristaše u biračkom tijelu i ili za indorkrinizaciju svojih pristaša. Pojavom drugačijih vrsta financija kroz liberalizaciju financijskih tržišta u 21. stoljeću moć visokog kapitala se smanjila, i ona je obično prisutna u ekonomski manje razvijenim društvima.
Ostali pojmovi koji se rabe za krupni kapital jesu: financijska ologarhija, visoke financije

## Povijest izraza
Povijesno u ideologiji marxizma pojam "financijska ologarhija" ili "krupni kapital" se rabi za skupinu monopolnog kapitalizma koji se razvija u imperijalizmu iz financijskog kapitala. Po Marxu ta skupina nije organizirana, nego međusobno povezana zajedničkim interesima u okviru klasne borbe. Izraz  visoke financije 'njemačkom govornom području rabi se prvotvorno od 1920ih, a kasnije uglavnom kao dio propagande nacionalsocijalista rabi uglavno u svezi židovskih bankra. Najpoznatija je bankarski obitelj Rothschilda. "Diktatura visokog kapitala" danas je ključni koncept krajne političke ljevice i desnice.

## Koncepti
Kapital odnosno novac, zlato, ili neko drugo platežno sredstvo je važan činidbenik u ljudskom društvu, i ono se rabi kao sredstvo razmjene za dobra i usluge. Ako uzmemo da novac ne gubi svoju vrijednost u kratko ili srednjeročno vrijeme, subjekti koji imaju dovoljne količine platežnog sredstva mogu ramjeniti to za više dobara i usluga. Pojavom bankara i financijera u ljudskom društvu, stvorilo je novu mogućnost gdje su bankari i financijeri povećali svoj utjecaj u nekom razvijenom i mnogoljudnom društvu. Prvo kod financiranja rada države i ratova koji su monarsi vodili, do kasnijeg pojave kapitalističkog društva u mnogim zemljama. Financijeri i bankari imali su infrastrukture i sustave kroz koje su mogli sakupljati kapital od građanstva, gdje bi oni svoje sitnije uloge davali na čuvanje na sigurnom mjestu, a za to pravo financijeri i bankari su davali kamatu na uloge. Novac koji je tako skupljen, kasnije su financijeri i bankari pozajmivali onima koji bi novac trebali pod višu kamatu zbog rizika u posuđivanju. Pošto finacijeri i bankari računaju da oni koji su položili novac neće taj novac izvaditi svi u isto vrijeme, financijeri i bankari su s time dobili način da umnože svoje bogastvo a time i moć. Ovo je bilo osobito važno u državama gdje je postojalo povjerenje u banke i koje su bile mnogoljudne i/ili imućnije. Tokom vremena pojedini finacijeri i bankari su postojali sve veći rastom broja ljudi i proširivanjem svjih tržišta, i zbog veličinom svoje financijske osnove omogućili su sebi u isto vrijeme i priskrbiti i utjecaj na ekonomiju svojih država i onih država u kojima su oni bili dovoljno snažni. Tako su mnoge države svijeta preko svojih financijskih institucija, poticali razvoj svoga društva i proširivanje svojih tržišta. Proširivanje Britanske imperije bila je potkovana od strane financijera, isto kao i mnogo drugih zemalja. Sa svojom financijskom podrškom financijeri su omogućavali kupcima dobivanje pozajmica da bi kupili robu iz te zemlje. U nekim zemljama svijeta ova koncentracija kapitala bila je izrazita, i mnogi su tu moć zadržavali samo za sebe ili za uski broj ljudi. Isto tako oni nisu dozvoljavali promjene u stanju, niti uspjeh novih na takvom tržištu, i zbog načina svoga financiranja finanijski oligarhi su odlučivale koje će tehnologije biti dostupne i koje će tvrtke uspjeti na tržištu a koje ne. Ovim činom visoke financije postale su u nekim državama glavni činibenici razvoja i toka razvoja nekih država, osobito u društvima u kojima su nisko razvijena ostala tržišta novca (burze) ili koje su nedovoljno imućne tako da jedini izvor novčanih sredstava jesu banke. Ovo je osobito važno ako u državama banke imaju monopol nad financijskim tržištima a ostali izvori kapitala su skupi ili nedokučivi. 